# Altenhausen
Altenhausen är en kommun och ort i Landkreis Börde i förbundslandet Sachsen-Anhalt i Tyskland.
Kommunen bildades den 1 januari 2010 genom en sammanslagning av de tidigare kommunerna Altenhausen, Emden och Ivenrode.
Kommunen ingår i förvaltningsgemenskapen Flechtingen tillsammans med kommunerna Beendorf, Bülstringen, Calvörde, Erxleben, Flechtingen och Ingersleben.